# Стоянка Груйчева
Стоянка Груйчева (болг. Стоянка Груйчева), після одруження Курбатова (болг. Курбатова; нар. 18 березня 1955, Пловдив) — болгарська спортсменка, академічна веслувальниця, чемпіонка і бронзова призерка Олімпійських ігор з академічного веслування в двійці розпашній без стернового.

## Спортивна кар'єра
1975 року на чемпіонаті світу в Ноттінгемі Груйчева з подругою по команді Сійкою Келбечевою стала четвертою в змаганнях двійок розпашних без стернового.
На Олімпійських іграх 1976 разом з Сійкою Келбечевою стала чемпіонкою в змаганнях двійок розпашних. 
На чемпіонаті світу 1977 в змаганнях вісімок розпашних у складі команди стала п'ятою.
На Олімпійських іграх 1980, за відсутності на Олімпіаді через бойкот ряду команд західних та ісламських країн, Груйчева разом з Сійкою Келбечевою у складі двійки розпашної у фінальному заїзді прийшла до фінішу третьою, завоювавши разом з подругою бронзову нагороду.
Завершивши спортивну кар'єру, Груйчева працювала тренером з веслування в клубі «Тракія», в якому сама розпочинала заняття веслуванням.